# Сегень, Александр Юрьевич
Александр Юрьевич Сегень (12 апреля 1959, Москва) — русский писатель, сценарист и педагог.

## Биография
Родился в Москве 12 апреля 1959 года. Отец: Сегень Юрий Лукич (1932—1994), водитель такси. Мать: Сегень Нина Тимофеевна (1931—1983), в девичестве Кондрашова, инженер.
В раннем возрасте стал сочинять, но профессионально занялся литературой с двадцати лет. Проучившись четыре года в Московском автодорожном институте, оставил учёбу.
В 1980 году поступил в Литературный институт (семинар А. Рекемчука), окончив его, учился здесь же в аспирантуре, занимаясь исторической публицистикой Николая Михайловича Карамзина под руководством М.П.Ерёмина. Изучив более двух десятков списков трактата Карамзина  «О древней и новой России в ея политическом и гражданском отношении», доказал, что наиболее близким к утерянному оригиналу является список из архива П.А.Вяземского, и опубликовал восстановленный текст в журнале «Литературная учёба» в 1988 году. Открытие Сегеня признали такие выдающиеся специалисты как М.П.Ерёмин и Ю.М.Лотман. 
Выпускник Высших офицерских курсов «Выстрел». 
Печататься начал с 1986 года — журнал «Юность», Москва, рассказ «Деревяшка». В 1990 году подписал «Письмо 74-х».
Автор романов и повестей на современные темы: «Похоронный марш», «Страшный пассажир», «Тридцать три удовольствия», «Время Ч», «Русский ураган», «Заблудившийся БТР», «Гибель маркёра Кутузова», «Есенин». Под влиянием знакомства со Львом Николаевичем Гумилёвым сочинил роман «Евпраксия и рыцарь Христа» и далее не раз обращался к написанию романов, действие которых разворачивается в разные исторические эпохи. Это романы «Древо Жизора», «Тамерлан», «Абуль-Аббас — любимый слон Карла Великого», «Державный. Государь Иван Третий», «Поющий король» о Ричарде Львиное Сердце, «Солнце земли Русской» об Александре Невском, «Поп» о священниках на оккупированной территории в годы Великой Отечественной войны, «Господа и товарищи» о событиях в Москве в октябре-ноябре 1917 года, повесть «Свет светлый» о митрополите Киевском и всея Руси Алексие, святителе и чудотворце Московском. Для серии «Жизнь замечательных людей» написал книги «Московский Златоуст» о святителе Филарете (Дроздове), митрополите Московском и Коломенском, и «Алексий II» о Патриархе Московском и всея Руси.
Доцент Литературного института, в котором преподаёт с 1998 года.
С 2008 года Сегень обратился к кинодраматургии, написав сценарий фильма на основе собственного романа «Поп», по которому режиссёр Владимир Хотиненко снял одноимённый художественный фильм. Написаны сценарии «Последняя осень патриарха», «Выстрелы в Донском монастыре», «Хождение за три пустыни», «Распахнутые окна», «Господа и товарищи» на основе собственного романа, «Жизнь моя — сказка моя» по книге рассказов Натальи Романовой-Сегень «Мы — сибиряки» и «Гефсиманский сад» по одноимённому роману того же автора.
Произведения автора переведены на многие языки мира.
С 2011 года известен также как и автор оригинальных лимериков.
Сыграл эпизодические роли в фильмах Хотиненко «Поп» и «Достоевский».
Председатель экспертной комиссии и член палаты попечителей Патриаршей литературной премии имени святых равноапостольных Кирилла и Мефодия.

## Общественная позиция
В 2022 году подписал письмо в поддержку российского военного вторжения на Украину.

## Семья
- Жена: Наталья Владимировна Романова-Сегень (род. 25.03.1975).
- Дети: Мария (род. 15.10.1981), Юлия (род. 06.10.2014).
- Внуки: Павел (род. 2010), Аполлинария (род. 2017).

## Премии
- премия имени А. М. Горького — за роман «Похоронный марш» (1989)
- премия имени В. М. Шукшина — за роман «Похоронный марш» (1991)
- премия Московского правительства — за роман «Державный» (1999)
- премия имени М. А. Булгакова — за серию статей о русской истории (2002)
- премия «Золотой гонг» — за серию статей о чеченской войне (2002)
- Большая литературная премия Союза писателей России — за роман «Русский ураган» (2002)
- премия Издательского Совета Московской Патриархии «Просвещение через книгу» — за роман «Поп» (2009)[4]
- гран-при Всероссийского фестиваля кино для детей и юношества «Золотой витязь» — за сценарий «Флавиан» (2011)
- премия «Карамзинский крест» — за произведения о русской истории (2011)
- премия «Александр Невский» — за сценарий к фильму «Поп» (2011)
- Басткон 2012 «Карамзинский крест» — за книгу «Филарет Московский» (2012)[5]
- Горьковская литературная премия в номинации «По Руси» за книгу «Московский златоуст» (2014)
- премия имени И. А. Гончарова в номинации «Мастер литературного слова» (2014)
- премия «Имперская культура» за книгу «Наше родное» (2015)
- Патриаршая премия имени святых равноапостольных Кирилла и Мефодия «За значительный вклад в развитие русской литературы» (2015)[6]
- Бунинская литературная премия в номинации «Художественная проза» за повесть «Надпись на стене» (2015)
- премия имени Александра Невского «За значительный вклад в развитие русской литературы» (2017)
- Аксаковская литературная премия «За значительный вклад в развитие современной литературы и активную общественную деятельность» (2021)

## Сочинения
- «Деревяшка», рассказ, журнал «Юность», 1986
- «Над летописью Карамзина», статья, журнал «Литературная учёба», 1986
- «Похоронный марш», роман, изд-во «Современник», 1988; изд-во «Андреевский флаг», 2003
- Комментарии и составление текста трактата Н. М. Карамзина «О древней и новой России в ея политическом и гражданском отношениях» — журнал «Литературная учёба», 1988
- «Жара», рассказ, альманах «Слово», изд-во «Современник», 1988, альманах «Лицей на Чистых прудах», изд-во «Московский рабочий», 1989
- «Роман Огюста Лефруа», рассказ, альманах «Китайгородская стена», изд-во «Современник», 1988
- «Ваш брат в Египте», статья, журнал «Советская литература», 1989
- «Китайский огурец», рассказ, газета «Литературная Россия», 1989
- «Петров и Топтыгин», рассказ, журнал «Наш современник», 1990
- «Удивительные истории», рассказ-триптих, газета «День», 1990
- «После всего», рассказ, журнал «Советская литература», Москва, 1990
- «Две жены в Германии», «С любовью к рок-н-роллу», рассказы, журнал «Литературная учёба», 1991, журнал «Пограничник», 1992
- «Надпись на стене», повесть, альманах «Дядя Ваня», изд-во «Московский рабочий», 1991
- «Лениниада. Рассказы о Ленине», литературная мистификация (рассказы, написанные выдуманным автором, якобы соратником Ленина, Генрихом Иван-Ивановским), альманах «Бобок», 1991; изд-во «Русское слово», 1991
- «Заблудившийся БТР», повесть, журнал «Наш современник», 1991; журнал «Воин России», 1997; изд-во «Армада-Пресс», 2001; изд-во «Вече», 2009
- «Гибель маркёра Кутузова», повесть, журнал «Наш современник», 1992; изд-во «Молодая гвардия», 2002
- «Протоколы Сиамских близнецов», литературная мистификация, журнал «Московский вестник», 1992
- «Бестолковая история», рассказ, журнал «Радонеж XX век», 1992
- «Страшный пассажир», роман, журнал «Наш современник», 1994; изд-во «Андреевский флаг», 2003
- «Тридцать три удовольствия», роман, изд-во «ЭКСМО-Амальтея», 1994; изд-во «Акпресс», 2007
- «Чёрная нить Ариадны», рассказ, журнал «Москва», 1994; в сборнике «Русский рассказ. Избранное», изд-во журнала «Москва», 2008; газета «День литературы», № 5, 2014
- «Рыцарь Христа», роман, (литературная мистификация: под именем вымышленного автора — Октавиана Стампаса), изд-во «Окто Принт», 1996; изд-во «Терра» (уже под своим именем), 1997
- «Торт генерала Грохотова», рассказ, газета «Литературная Россия», 1996
- «Тамерлан», роман, журнал «Москва», 1996; изд-во «Армада», 1997; журнал «Роман-газета», 1997; изд-во «Астрель», 2001; изд-во «Вече», 2007 и 2010
- «Древо Жизора», роман, (литературная мистификация: под именем вымышленного автора — Октавиана Стампаса), изд-во «Окто Принт», 1997; изд-во «Терра» (уже под своим именем), 1997
- «Абуль-Аббас — любимый слон Карла Великого», роман, журнал «Москва», 1997; изд-во «Армада», 1998; журнал «Роман-газета», 2001
- «Державный», роман, изд-во «Армада», 1997; журнал «Роман-газета», 1998; изд-во «Вече», 2006
- «Поющий король», роман, изд-во «Армада», 1998
- «Сельский батюшка», статья, журнал «Русский дом», 1998
- «Евпраксия», роман (новое название романа «Рыцарь Христа»), журнал «Роман-газета», 1999
- «Тройка, семёрка, туз», рассказ, журнал «Наш современник», 1999; изд-во ИТРК, 2002
- «Наши сети», сборник рассказов, изд-во Московской городской организации Союза писателей России, 1999
- «Путешествие из Петербурга на Валаам», статья, журнал «Новая книга России», Москва, 2000 год.
- «Ромуальдыч», «Спившийся гений», рассказы, журнал «Молодая гвардия», 2000
- «Душманская картошка», рассказ, журнал «Воин России», 2000
- «Русский ураган», роман, журнал «Наш современник», 2000; журнал «Роман-журнал XXI век», 2001; изд-во «Молодая гвардия», 2002; изд-во ИТРК, 2002
- «Макаровы», в соавторстве с С. Н. Семановым, изд-во журнала «Наш современник», 2001
- «История создания и публикации трактата „О древней и новой России…“», подготовка текста Н. М. Карамзина и комментарии. В книге «Русская социально-политическая мысль XIX — начала XX века. Н. М. Карамзин», изд-во А. В. Воробьёва, 2001
- «Александр Невский. Солнце Земли Русской», роман, «Роман-журнал XXI век», 2002—2003; роман, изд-во ИТРК, 2003; изд-во «Астрель», 2007; изд-во «Вече», 2010
- Поп. — М.: Изд-во Сретенского монастыря, 2007. — 368 с. — (Современная православная проза). ISBN 978-5-98628-090-5 (переиздано издательством Сретенского монастыря в 2008, 2009, 2011 и 2015 годах; издательством «Вече», 2009, 2010, 2011, 2013, 2023; изд-во «Каленич», Крагуевац, Сербия, 2014, перевод на сербский язык Ивана и Елены Недич; изд-во «Родное пепелище», Нижний Новгород, 2014; журнал «Наш современник», 2006; изд-во CSA-editrice, Рим, 2019, перевод на итальянский язык Валентины Мургия).
- «Время Ч», роман, изд-во «Акпресс», 2007
- «Есенин», повесть, журнал «Наш современник», 2008; сборник «Открытие века», 2009 год
- «Господа и товарищи», роман, изд-во «Вече», 2008
- «Свет светлый», повесть, журнал «Москва», 2009; изд-во «Благовест», 2013
- «Филарет Московский» («Московский Златоуст»), книга в серии «Жизнь замечательных людей», изд-во «Молодая гвардия», 2011
- «Закаты», роман, изд-во «Вече», 2012
- «Война священная», к 200-летию Отечественной войны 1812 года, журнал «Москва», № 9, 2012
- «Московский Златоуст. Жизнь, свершения и проповеди Филарета (Дроздова), митрополита Московского», изд-во «Благовест», 2013
- «Дедов крест», рассказы, журнал «Наш современник», № 3, 2014
- «Наше родное», сборник статей и эссе, изд-во «Покров», Москва, 2014
- «Лимериканская агрессия». Лимерики. Газета «День литературы», № 8, 2014
- «Надпись на стене», повесть (новая редакция), журнал «Наш современник», № 1, 2015
- «Алексий II», книга в серии «Жизнь замечательных людей», изд-во «Молодая гвардия», 2015
- «Христос танцует», рассказы, журнал «Наш современник», № 4, 2016
- «И нефть, и газ, и чёрная икра», рассказ, газета «День литературы», № 12, 2016; журнал «Наш современник», № 4, 2019
- «Предстоятель. Жизнеописание Алексея Михайловича Ридигера — Святейшего патриарха Московского и всея Руси Алексия II», изд-во «Благовест», 2017
- «Знамя твоих побед», роман, журнал «Наш современник», № 5-6, 2017; издательство «Вече», 2019
- «Циньен», роман, журнал «Москва», № 10-11, 2017
- «Эолова Арфа», роман, журнал «Москва», № 2-4, 11-12, 2020, № 1, 2021; издательство «Рипол-классик», 2024
- «Кремлёвское кино», роман, издательство «РОССПЭН», 2021
- «Людоед», повесть, журнал «Москва», № 11, 2022
- «Волшебный фонарь», роман, журнал «Наш современник», № 1-4, 2023; издательство «Вече», 2023.
- «За мной, читатель!», роман о Михаиле Булгакове, издательство «РОССПЭН», 2023
- «Дует, дует ветерок», повести и рассказы, издательство Литературного института, серия «Мастера Литинститута», 2024.